# Chromodoris
Chromodoris es un género de moluscos nudibranquios de la familia Chromodorididae (babosas de mar).

## Morfología
Tienen un manto dorsal de forma más o menos ovalada, estampado con diversas combinaciones de colores y manchas. El pie es del mismo color que el cuerpo y se extiende posteriormente más allá del manto.
Para investigar el medio utilizan dos tentáculos situados en la cabeza, llamados rinoforos, y otros dos tentáculos, situados cerca de la boca, que les sirven para oler, detectar estímulos químicos y tocar. Carecen de órgano de la vista propiamente dicho, en su lugar tienen una pequeña esfera dentro del cuerpo situada detrás y en el centro de los rinoforos, que le sirve para detectar luz o sombras. En la parte posterior del dorso, tiene unos apéndices de apariencia plumosa que son las branquias que utiliza para respirar. En el centro de las branquias se sitúa la papilla anal. Todos estos apéndices, salvo los bucales, pueden ser de color blanco, rosa, rojo, naranja o amarillo.
El conducto genital y la prominente abertura genital están situados cerca de la cabeza, en el lado derecho del cuerpo.
Su contrastada combinación de colores, como en otras especies animales, es un aviso al resto de habitantes del arrecife sobre la toxicidad y/o desagradable sabor de su dermis, convirtiéndose en una estrategia de defensa, o aposematismo. Las sustancias causantes de esos efectos son secretadas por unas glándulas situadas en el margen del manto, y son obtenidas por el animal de las esponjas de las que se alimenta.
Son lentos de movimiento y cuando son tocados por un predador, se encogen y esconden los rinoforos.
El tamaño medio de las diversas especies es de 6 cm.
Los Opstobranquios son carnívoros y se alimentan principalmente de cnidarios como las anémonas, corales e hidrozoos, también de esponjas, briozoos, tunicados, ascidias y dependiendo de la especie incluso de algas. Algunos nudibranquios son cazadores y predan sobre ejemplares de otras especies. Es muy curioso como algunas especies se alimentan de un solo tipo de presa en la que habitan de forma parasitaria. 

## Diversidad
El Registro Mundial de Especies Marinas acepta un total de 62 especies válidas en el género Chromodoris:
| - Chromodoris africana Eliot, 1904 - Chromodoris aila Er. Marcus, 1961 - Chromodoris albolimbata Bergh, 1907 - Chromodoris albonotata Bergh, 1875 - Chromodoris alternata (Burn, 1957) - Chromodoris ambigua Rudman, 1987 - Chromodoris annae Bergh, 1877 - Chromodoris aspersa (Gould, 1852) - Chromodoris bimaensis Bergh, 1905 - Chromodoris boucheti Rudman, 1982 - Chromodoris briqua Marcus & Burch, 1965 - Chromodoris buchananae Gosliner & Behrens, 2000 - Chromodoris burni Rudman, 1982 - Chromodoris camoena Bergh, 1879 - Chromodoris cardinalis Bergh, 1880 - Chromodoris colemani Rudman, 1982 - Chromodoris dianae Gosliner & Behrens, 1998 - Chromodoris dictya Er. Marcus & Ev. Marcus, 1970 - Chromodoris elisabethina Bergh, 1877 - Chromodoris euelpis Bergh, 1907 - Chromodoris fentoni Valdés, Gatdula, Sheridan & Herrera, 2011 - Chromodoris grahami Thompson, 1980 - Chromodoris hamiltoni Rudman, 1977 - Chromodoris inconspicua Eliot, 1904 - Chromodoris inopinata Bergh, 1905 - Chromodoris joshi Gosliner & Behrens, 1998 - Chromodoris kuiteri Rudman, 1982 - Chromodoris lapinigensis Bergh, 1879 - Chromodoris lata Risbec, 1928 - Chromodoris lentiginosa Pease, 1871 - Chromodoris lineolata (Hasselt, 1824) - Chromodoris lochi Rudman, 1982 - Chromodoris magnifica (Quoy & Gaimard, 1832) | - Chromodoris mandapamensis Valdes, Mollo, & Ortea, 1999 - Chromodoris mariana Bergh, 1890 - Chromodoris marpessa Bergh, 1905 - Chromodoris michaeli Gosliner & Behrens, 1998 - Chromodoris nodulosa Bergh, 1905 - Chromodoris nona (Baba, 1953) - Chromodoris ophthalmica Bergh, 1905 - Chromodoris orientalis Rudman, 1983 - Chromodoris pantharella Bergh, 1879 - Chromodoris papulosa Bergh, 1905 - Chromodoris paulomarcioi Dominguez, Garcia & Troncoso, 2006 - Chromodoris paupera Bergh, 1877 - Chromodoris perola Ev. Marcus, 1976 - Chromodoris porcata Bergh, 1889 - Chromodoris pustulans Bergh, 1877 - Chromodoris quadricolor (Rueppell & Leuckart, 1828) - Chromodoris roseopicta Verrill, 1900 - Chromodoris rudolphi Bergh, 1880 - Chromodoris splendens Eliot, 1904 - Chromodoris striatella Bergh, 1877 - Chromodoris strigata Rudman, 1982 - Chromodoris tenuilinearis Farran, 1905 - Chromodoris tenuis Collingwood, 1881 - Chromodoris thompsoni Rudman, 1983 - Chromodoris trouilloti Risbec, 1928 - Chromodoris venusta Bergh, 1905 - Chromodoris virginea Bergh, 1877 - Chromodoris westraliensis (O'Donoghue, 1924) - Chromodoris willani Rudman, 1982 - Chromodoris barnardi (Collingwood, 1868) (species inquirenda) - Chromodoris citrina Bergh, 1874 (nomen dubium) - Chromodoris mollita Abraham, 1876 (nomen dubium) - Chromodoris sponsa (Ehrenberg, 1831) (nomen dubium) |

Especies cuyo nombre ha dejado de ser aceptado por sinonimia:
- Chromodoris aegialia Bergh, 1904: aceptado como Felimare agassizii (Bergh, 1894)
- Chromodoris agassizii Bergh, 1894: aceptado como Felimare agassizii (Bergh, 1894)
- Chromodoris albolineata  Martens in Bergh, 1879: aceptado como ‘‘Chromodoris lineolata  (van Hasselt, 1824)
- Chromodoris albonares Rudman, 1990: aceptado como Goniobranchus albonares (Rudman, 1990)
- Chromodoris albopunctata Garrett, 1879: aceptado como Goniobranchus albopunctatus Garrett, 1879
- Chromodoris albopustulosa Pease, 1860: aceptado como Goniobranchus albopustulosus (Pease, 1860)
- Chromodoris alderi  Collingwood, 1881: aceptado como Goniobranchus alderi  (Collingwood, 1881)
- Chromodoris alius Rudman, 1987: aceptado como Goniobranchus alius (Rudman, 1987)
- Chromodoris amoena  Cheeseman, 1886: aceptado como Ceratosoma amoenum  (Cheeseman, 1886)
- Chromodoris annulata Eliot, 1904: aceptado como Goniobranchus annulatus (Eliot, 1904)
- Chromodoris antonii: aceptado como Mexichromis antonii (Bertsch, 1976)
- Chromodoris atopa  Bergh, 1905: aceptado como Ceratosoma amoenum  (Cheeseman, 1886)
- Chromodoris aureomarginata Cheeseman, 1881: aceptado como Goniobranchus aureomarginatus (Cheeseman, 1881)
- Chromodoris aureopurpurea Collingwood, 1881: aceptado como Goniobranchus aureopurpureus (Collingwood, 1881)
- Chromodoris aurigera Rudman, 1990: aceptado como Goniobranchus aurigerus (Rudman, 1990)
- Chromodoris australis: aceptado como Thorunna australis (Risbec, 1928)
- Chromodoris banksi: aceptado como Glossodoris dalli (Bergh, 1879)
- Chromodoris baumanni Bertsch, 1970: aceptado como Glossodoris baumanni (Bertsch, 1970)
- Chromodoris bennetti: aceptado como Hypselodoris bennetti (Angas, 1864)
- Chromodoris binza Ev. Marcus & Er. Marcus, 1963: aceptado como Felimida binza (Ev. Marcus & Er. Marcus, 1963)
- Chromodoris britoi Ortea & Pérez, 1983 aceptado como Felimida britoi (Ortea & Pérez, 1983)
- Chromodoris bullocki: aceptado como Hypselodoris bullocki
- Chromodoris californiensis: aceptado como Hypselodoris californiensis
- Chromodoris cantrainii Bergh, 1879: aceptado como Felimare picta (Schultz in Philippi, 1836)
- Chromodoris carnea: aceptado como Hypselodoris carnea
- Chromodoris cavae  Eliot, 1904: aceptado como Goniobranchus cavae  (Eliot, 1904)
- Chromodoris cazae Gosliner & Behrens, 2004: aceptado como Goniobranchus cazae (Gosliner & Behrens, 2004)
- Chromodoris charlottae Schrödl, 1999: aceptado como Goniobranchus charlottae (Schrödl, 1999)
- Chromodoris clavata  Risbec, 1928: aceptado como Chromodoris striatella  Bergh, 1877
- Chromodoris clenchi Russell, 1935: aceptado como Felimida clenchi (Russell, 1935)
- Chromodoris clitonota Bergh, 1905: aceptado como Durvilledoris lemniscata (Quoy & Gaimard, 1832)
- Chromodoris coerulea (Risso, 1818) aceptado como Felimare villafranca (Risso, 1818)
- Chromodoris coi Risbec, 1956: aceptado como Goniobranchus coi (Risbec, 1956)
- Chromodoris collingwoodi Rudman, 1987: aceptado como Goniobranchus collingwoodi (Rudman, 1987)
- Chromodoris conchyliata Yonow, 1984: aceptado como Goniobranchus conchyliatus (Yonow, 1984)
- Chromodoris corimbae  Ortea, Gofas & Valdés, 1997: aceptado como Felimida corimbae  (Ortea, Gofas & Valdés, 1997)
- Chromodoris crossei  (Angas, 1864): aceptado como Hypselodoris obscura  (Stimpson, 1855)
- Chromodoris dalli: aceptado como Glossodoris dalli (Bergh, 1879)
- Chromodoris daphne Angas, 1864: aceptado como Goniobranchus daphne (Angas, 1864)
- Chromodoris decora (Pease, 1860) aceptado como Goniobranchus decorus (Pease, 1860)
- Chromodoris decorata  Risbec, 1928: aceptado como Hypselodoris maculosa  (Pease, 1871)
- Chromodoris diardii (Kelaart, 1859) aceptado como Hypselodoris infucata (Rüppell & Leuckart, 1830)
- Chromodoris elegans (Cantraine, 1835): aceptado como Felimare picta (Schultz in Philippi, 1836)
- Chromodoris elegantula (Philippi, 1844) aceptado como Felimida elegantula (Philippi, 1844)
- Chromodoris epicuria Basedow & Hedley, 1905: aceptado como Goniobranchus epicurius (Basedow & Hedley, 1905)
- Chromodoris fayae  Lance, 1968: aceptado como Doriprismatica sedna  (Ev. Marcus & Er. Marcus, 1967)
- Chromodoris festiva (Angas, 1864) : aceptado como Mexichromis festiva (Angas, 1864)
- Chromodoris festiva  (A. Adams, 1861): aceptado como Hypselodoris festiva  (A. Adams, 1861)
- Chromodoris fidelis Kelaart, 1858: aceptado como Goniobranchus fidelis (Kelaart, 1858)
- Chromodoris figurata  Bergh, 1905: aceptado como Ceratosoma amoenum  (Cheeseman, 1886)
- Chromodoris flammulata  Bergh, 1905: aceptado como Goniobranchus fidelis  (Kelaart, 1858)
- Chromodoris flava: aceptado como Diversidoris flava (Eliot, 1904)
- Chromodoris francoisae: aceptado como Mexichromis francoisae (Bouchet, 1980)
- Chromodoris funerea  Collingwood, 1881: aceptado como Chromodoris lineolata  (van Hasselt, 1824)
- Chromodoris galactos Rudman & Johnson in Rudman, 1985: aceptado como Goniobranchus galactos (Rudman & S. Johnson, 1985)
- Chromodoris galexorum Bertsch, 1978: aceptado como Felimida galexorum (Bertsch, 1978)
- Chromodoris geminus Rudman, 1987: aceptado como Goniobranchus geminus (Rudman, 1987)
- Chromodoris geometrica Risbec, 1928: aceptado como Goniobranchus geometricus (Risbec, 1928)
- Chromodoris ghardagana [sic]: aceptado como Hypselodoris ghardaqana (Gohar & Aboul-Ela, 1957)
- Chromodoris ghardaqana Gohar & Aboul-Ela, 1957: aceptado como Hypselodoris ghardaqana (Gohar & Aboul-Ela, 1957)
- Chromodoris glauca  Bergh, 1879: aceptado como Felimare californiensis  (Bergh, 1879)
- Chromodoris gleniei Kelaart, 1858: aceptado como Goniobranchus gleniei (Kelaart, 1858)
- Chromodoris gloriosa  Bergh, 1874: aceptado como Noumea varians  (Pease, 1871)
- Chromodoris godeffroyana: aceptado como Risbecia godeffroyana
- Chromodoris goslineri Ortea & Valdés in Ortea, Valdés & Garcia Gómez, 1996: aceptado como Felimida goslineri (Ortea & Valdés, 1996)
- Chromodoris heatherae Gosliner, 1994 - Red-spotted nudibranch: aceptado como Goniobranchus heatherae (Gosliner, 1994)
- Chromodoris hintuanensis Gosliner & Behrens, 1998: aceptado como Goniobranchus hintuanensis (Gosliner & Behrens, 1998)
- Chromodoris histrio  Bergh, 1877: aceptado como Goniobranchus rufomaculatus  (Pease, 1871)
- Chromodoris hunterae Rudman, 1983: aceptado como Goniobranchus hunterae (Rudman, 1983)
- Chromodoris hunteri [sic]: aceptado como ‘‘Goniobranchus hunterae (Rudman, 1983)
- Chromodoris iheringi  Bergh, 1879: aceptado como Felimida luteorosea (Rapp, 1827)
- Chromodoris imperialis: aceptado como Risbecia imperialis (Pease, 1860)
- Chromodoris inornata  Pease, 1871: aceptado como Chromodoris aspersa (Gould, 1852)
- Chromodoris juvenca  Bergh, 1898: aceptado como Tyrinna delicata  (Abraham, 1877)
- Chromodoris kempfi: aceptado como Mexichromis kempfi
- Chromodoris kitae Gosliner, 1994: aceptado como Goniobranchus kitae (Gosliner, 1994)
- Chromodoris kpone Edmunds, 1981: aceptado como Felimida kpone (Edmunds, 1981)
- Chromodoris krishna  Rudman, 1973: aceptado como Goniobranchus fidelis  (Kelaart, 1858)
- Chromodoris krohni Vérany, 1846: aceptado como Felimida krohni (Vérany, 1846)
- Chromodoris kuniei Pruvot-Fol, 1930: aceptado como Goniobranchus kuniei (Pruvot-Fol, 1930)
- Chromodoris lactea  Bergh, 1905: aceptado como Goniobranchus fidelis  (Kelaart, 1858)
- Chromodoris lamberti (Crosse, 1875): aceptado como Glossodoris lamberti (Crosse, 1875)
- Chromodoris lekker Gosliner, 1994: aceptado como Goniobranchus lekker (Gosliner, 1994)
- Chromodoris leopardus Rudman, 1987 aceptado como Goniobranchus leopardus (Rudman, 1987)
- Chromodoris lilacina (Gould, 1852): aceptado como Tayuva lilacina (Gould, 1852)
- Chromodoris lineolata  Bergh, 1874: aceptado como Chromodoris striatella  Bergh, 1877
- Chromodoris loringi Angas, 1864: aceptado como Goniobranchus loringi (Angas, 1864)
- Chromodoris luteopunctata Gantes, 1962: aceptado como Felimida luteopunctata (Gantès, 1962)
- Chromodoris luteorosea Rapp, 1827: aceptado como Felimida luteorosea (Rapp, 1827)
- Chromodoris luxuriosa  Bergh, 1874: aceptado como Mexichromis lemniscata  (Quoy & Gaimard, 1832)
- Chromodoris macfarlandi Cockerell, 1901: aceptado como Felimida macfarlandi (Cockerell, 1901)
- Chromodoris maculosa: aceptado como Hypselodoris maculosa
- Chromodoris marenzelleri Bergh, 1888: aceptado como Hypselodoris festiva (A. Adams, 1861)
- Chromodoris marginata  (Pease, 1860): aceptado como Goniobranchus verrieri  (Crosse, 1875)
- Chromodoris mariei: aceptado como Mexichromis mariei
- Chromodoris marislae Bertsch in Bertsch, Ferreira, Farmer, & Hayes, 1973: aceptado como Felimida marislae (Bertsch, 1973)
- Chromodoris maritima (Baba, 1949): aceptado como Hypselodoris maritima
- Chromodoris messinensis  Ihering, 1880: aceptado como Felimare villafranca  (Risso, 1818)
- Chromodoris morchii  Bergh, 1879: aceptado como Glossodoris moerchi  (Bergh, 1879)
- Chromodoris mouaci Risbec, 1930: aceptado como Hypselodoris mouaci (Risbec, 1930)
- Chromodoris multimaculosa Rudman, 1987: aceptado como Goniobranchus multimaculosus (Rudman, 1987)
- Chromodoris naiki Valdes, Mollo, & Ortea, 1999: aceptado como Goniobranchus naiki (Valdés, Mollo & Ortea, 1999)
- Chromodoris ndukuei  Risbec, 1928: aceptado como Goniobranchus decorus  (Pease, 1860)
- Chromodoris neona Marcus, 1955: aceptado como Felimida neona (Er. Marcus, 1955)
- Chromodoris nigrolineata  Eliot, 1904: aceptado como Hypselodoris nigrolineata  (Eliot, 1904)
- Chromodoris nigrostriata Eliot, 1904 : aceptado como Hypselodoris nigrostriata
- Chromodoris norrisi Farmer, 1963: aceptado como Felimida norrisi (Farmer, 1963)
- Chromodoris nyalya: aceptado como Hypselodoris nyalya (Ev. Marcus & Er. Marcus, 1967)
- Chromodoris obsoleta Rüppell & Leuckart, 1831: aceptado como Goniobranchus obsoletus (Rüppell & Leuckart, 1831)
- Chromodoris odhneri  (Risbec, 1953): aceptado como Hypselodoris tryoni (Garrett, 1873)
- Chromodoris orsinii: aceptado como Felimare orsinii
- Chromodoris pallescens  Bergh, 1874: aceptado como Chromodoris aspersa  (Gould, 1852)
- Chromodoris pallida  (Rüppell & Leuckart, 1828): aceptado como Glossodoris pallida  (Rüppell & Leuckart, 1828)
- Chromodoris pantherina  Bergh, 1905: aceptado como Glossodoris pantherina  (Bergh, 1905)
- Chromodoris peasei: aceptado como Hypselodoris peasei
- Chromodoris perplexa: aceptado como Digidentis perplexa
- Chromodoris petechialis Gould, 1852: aceptado como Goniobranchus petechialis (Gould, 1852)
- Chromodoris placida: aceptado como Hypselodoris placida
- Chromodoris ponga Er. Marcus & Ev. Marcus, 1970: aceptado como Felimida ponga (Er. Marcus & Ev. Marcus, 1970)
- Chromodoris porterae: aceptado como Mexichromis porterae
- Chromodoris preciosa Kelaart, 1858: aceptado como Goniobranchus preciosus (Kelaart, 1858)
- Chromodoris pruna  Gosliner, 1994: aceptado como Goniobranchus pruna  (Gosliner, 1994)
- Chromodoris pulchella  (Rüppell & Leuckart, 1828): aceptado como Hypselodoris pulchella  (Rüppell & Leuckart, 1828)
- Chromodoris punctilucens  Bergh, 1890: aceptado como Felimida punctilucens  (Bergh, 1890)
- Chromodoris purpurea Risso in Guerin, 1831: aceptado como Felimida purpurea (Risso in Guérin, 1831)
- Chromodoris pusilla: aceptado como Durvilledoris pusilla
- Chromodoris regalis Ortea, Caballer & Moro, 2001: aceptado como Felimida regalis (Ortea, Caballer & Moro, 2001)
- Chromodoris reticulata  (Quoy & Gaimard, 1832) : aceptado como Goniobranchus reticulatus (Quoy & Gaimard, 1832)
- Chromodoris reticulata  (Pease, 1866): aceptado como Goniobranchus tinctorius  (Rüppell & Leuckart, 1828)
- Chromodoris roboi Gosliner & Behrens, 1998: aceptado como Goniobranchus roboi (Gosliner & Behrens, 1998)
- Chromodoris rodomaculata Ortea & Valdés, 1991: aceptado como Felimida rodomaculata (Ortea & Valdés, 1992)
- Chromodoris rolani Ortea, 1988: aceptado como Felimida rolani (Ortea, 1988)
- Chromodoris rosans Bergh, 1889: aceptado como Hypselodoris rosans (Bergh, 1889)
- Chromodoris rubrocornuta Rudman, 1985: aceptado como Goniobranchus rubrocornutus (Rudman, 1985)
- Chromodoris rufomaculata Pease, 1871: aceptado como Goniobranchus rufomaculatus (Pease, 1871)
- Chromodoris rufomarginata (Bergh, 1890): aceptado como Glossodoris rufomarginata (Bergh, 1890)
- Chromodoris runcinata Bergh, 1877: aceptado como Hypselodoris infucata (Rüppell & Leuckart, 1831)
- Chromodoris ruzafai Ortea, Bacallado, & Valdes, 1992: aceptado como Felimida ruzafai (Ortea, Bacallado & Valdés, 1992)
- Chromodoris sannio  Bergh, 1890: aceptado como Mexichromis mariei  (Crosse, 1872)
- Chromodoris scurra  Bergh, 1874: aceptado como Mexichromis lemniscata  (Quoy & Gaimard, 1832)
- Chromodoris sedna: aceptado como Glossodoris sedna
- Chromodoris setoensis (Baba, 1938) aceptado como Goniobranchus setoensis (Baba, 1938)
- Chromodoris shirarae  (Baba, 1953): aceptado como Goniobranchus tumuliferus  (Collingwood, 1881)
- Chromodoris sibogae  Bergh, 1905: aceptado como Doriprismatica sibogae  (Bergh, 1905)
- Chromodoris simplex  Pease, 1871: aceptado como Noumea simplex  (Pease, 1871)
- Chromodoris sinensis Rudman, 1985 aceptado como Goniobranchus sinensis (Rudman, 1985)
- Chromodoris socorroensis Behrens, Gosliner & Hermosillo, 2009: aceptado como Felimida socorroensis (Behrens, Gosliner & Hermosillo, 2009)
- Chromodoris sonora: aceptado como Glossodoris dalli
- Chromodoris sphoni Marcus, 1971: aceptado como Felimida sphoni Ev. Marcus, 1971
- Chromodoris splendida (Angas, 1864) aceptado como Goniobranchus splendidus (Angas, 1864)
- Chromodoris sycilla  Bergh, 1890: aceptado como Felimare sycilla  (Bergh, 1890)
- Chromodoris sykesi  Eliot, 1904: aceptado como Goniobranchus albopunctatus  Garrett, 1879
- Chromodoris tasmaniensis Bergh, 1905 aceptado como Goniobranchus tasmaniensis (Bergh, 1905)
- Chromodoris tennentana Kelaart, 1859: aceptado como Goniobranchus tennentanus (Kelaart, 1859)
- Chromodoris tinctoria Rüppell & Leuckart, 1831: aceptado como Goniobranchus tinctorius (Rüppell & Leuckart, 1828)
- Chromodoris tricolor: aceptado como Hypselodoris tricolor
- Chromodoris trilineata  Ihering, 1880: aceptado como Felimida krohni  (Vérany, 1846)
- Chromodoris trimarginata Winckworth, 1946: aceptado como  Goniobranchus trimarginatus (Winckworth, 1946)
- Chromodoris tritos Yonow, 1994: aceptado como Goniobranchus tritos (Yonow, 1994)
- Chromodoris tryoni: aceptado como Risbecia tryoni
- Chromodoris tumulifera Collingwood, 1881: aceptado como Goniobranchus tumuliferus (Collingwood, 1881)
- Chromodoris tura: aceptado como Mexichromis tura
- Chromodoris universitatis  Cockerell, 1901: aceptado como Felimare californiensis  (Bergh, 1879)
- Chromodoris valenciennesi  (Cantraine, 1841): aceptado como Felimare picta  (Schultz in Philippi, 1836)
- Chromodoris varians: aceptado como Noumea varians
- Chromodoris variata  Risbec, 1928: aceptado como Goniobranchus aureopurpureus  (Collingwood, 1881)
- Chromodoris variegata  Pease, 1871: aceptado como Mexichromis lemniscata  (Quoy & Gaimard, 1832)
- Chromodoris verrieri Crosse, 1875: aceptado como Goniobranchus verrieri (Crosse, 1875)
- Chromodoris versicolor  Risbec, 1828: aceptado como Risbecia versicolor  (Risbec, 1828)
- Chromodoris vibrata Pease, 1860: aceptado como Goniobranchus vibratus (Pease, 1860)
- Chromodoris vicina  Eliot, 1904: aceptado como Goniobranchus tennentanus  (Kelaart, 1859)
- Chromodoris victoriae  (Burn, 1957): aceptado como Goniobranchus epicurius  (Basedow & Hedley, 1905)
- Chromodoris virgata  Bergh, 1905: aceptado como Mexichromis trilineata  (A. Adams & Reeve, 1850)
- Chromodoris westralensis [sic]: aceptado como Chromodoris westraliensis (O'Donoghue, 1924)
- Chromodoris woodwardae  Rudman, 1983: aceptado como Goniobranchus woodwardae  (Rudman, 1983)
- Chromodoris woodwardi Rudman, 1983 : aceptado como Goniobranchus woodwardae (Rudman, 1983)
- Chromodoris youngbleuthi: aceptado como Glossodoris rufomarginata
- Chromodoris zebra: aceptado como Felimare zebra
- Chromodoris zebrina: aceptado como Hypselodoris zebrina

## Galería

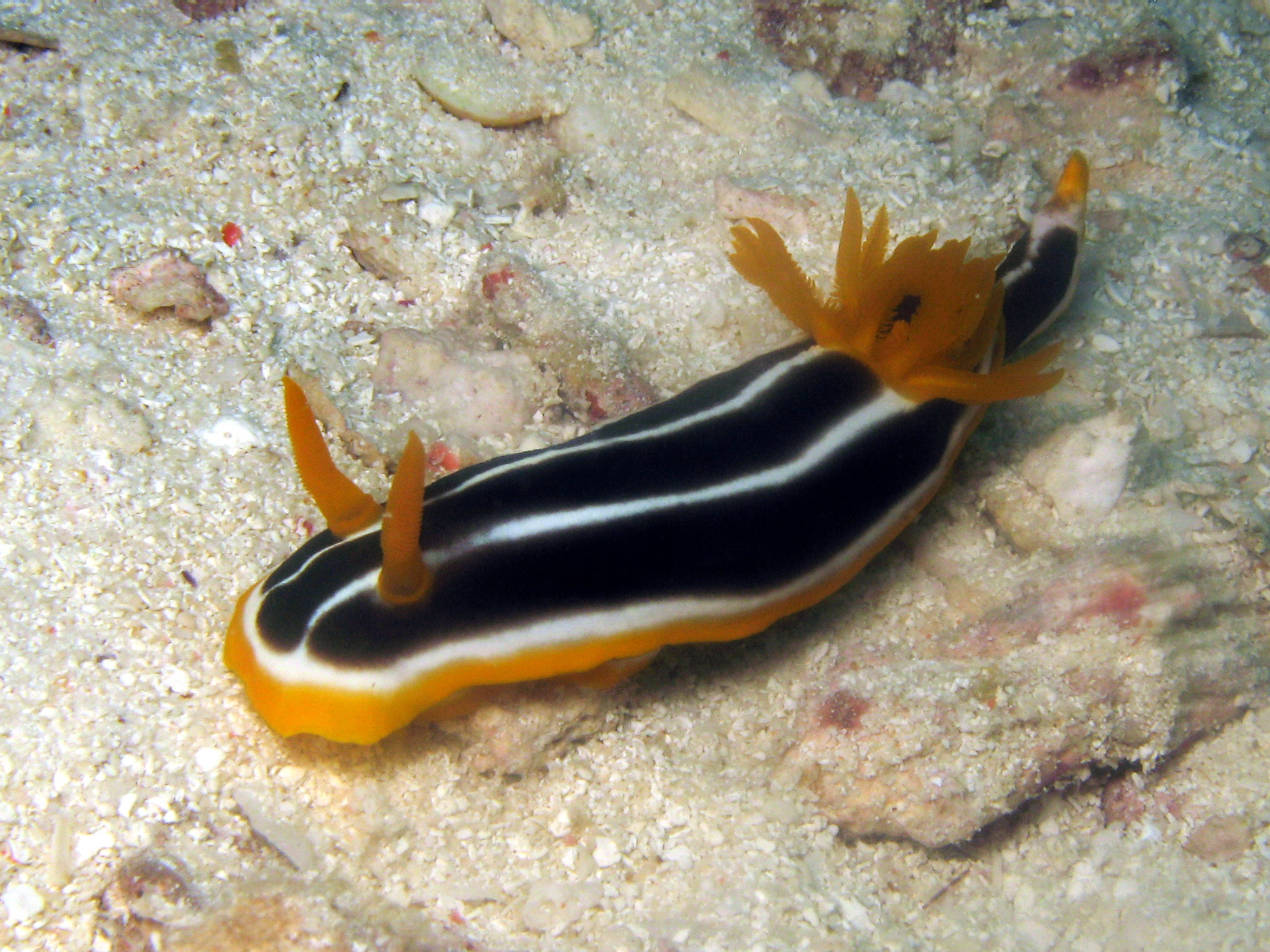
Chromodoris africana
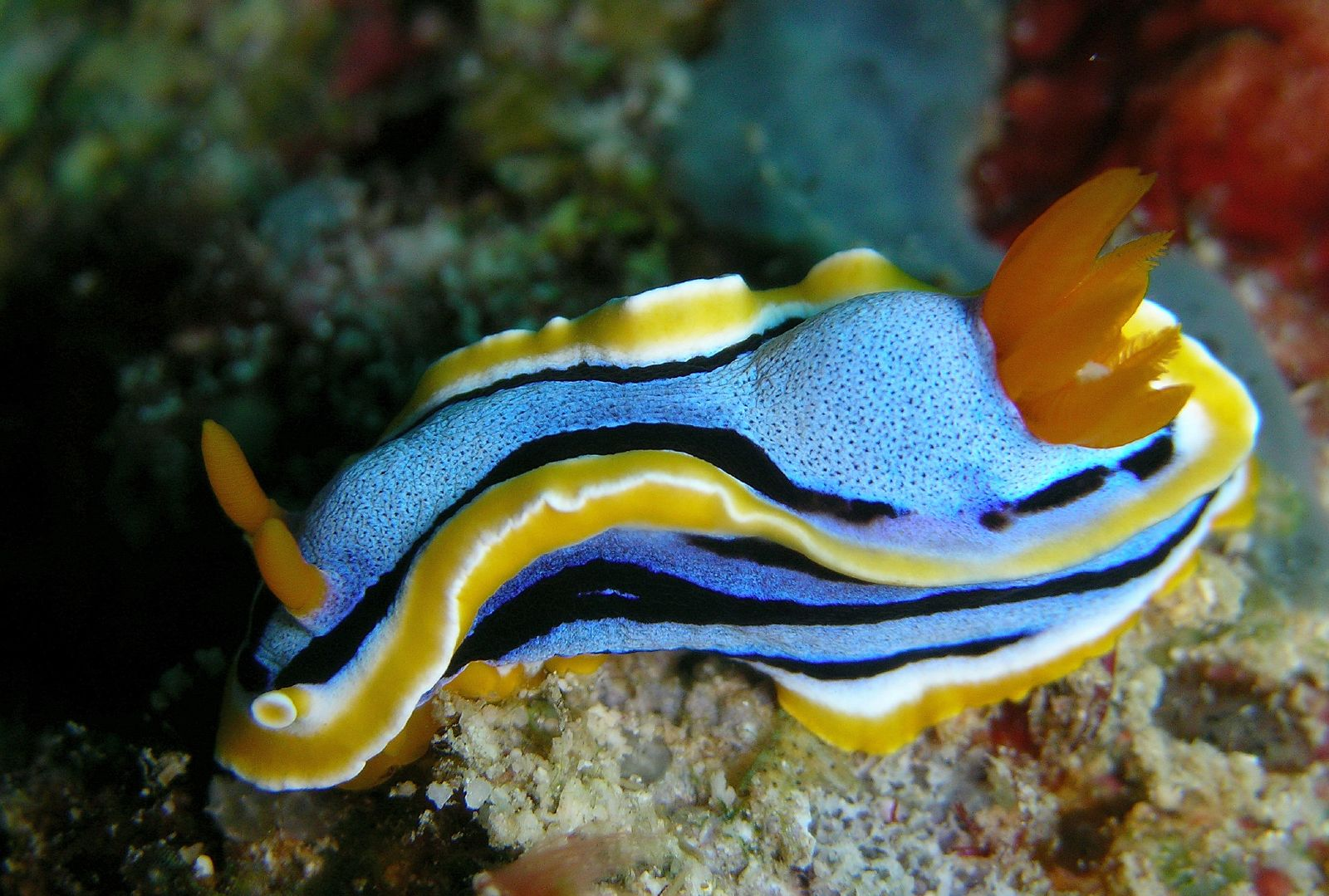
Chromodoris annae
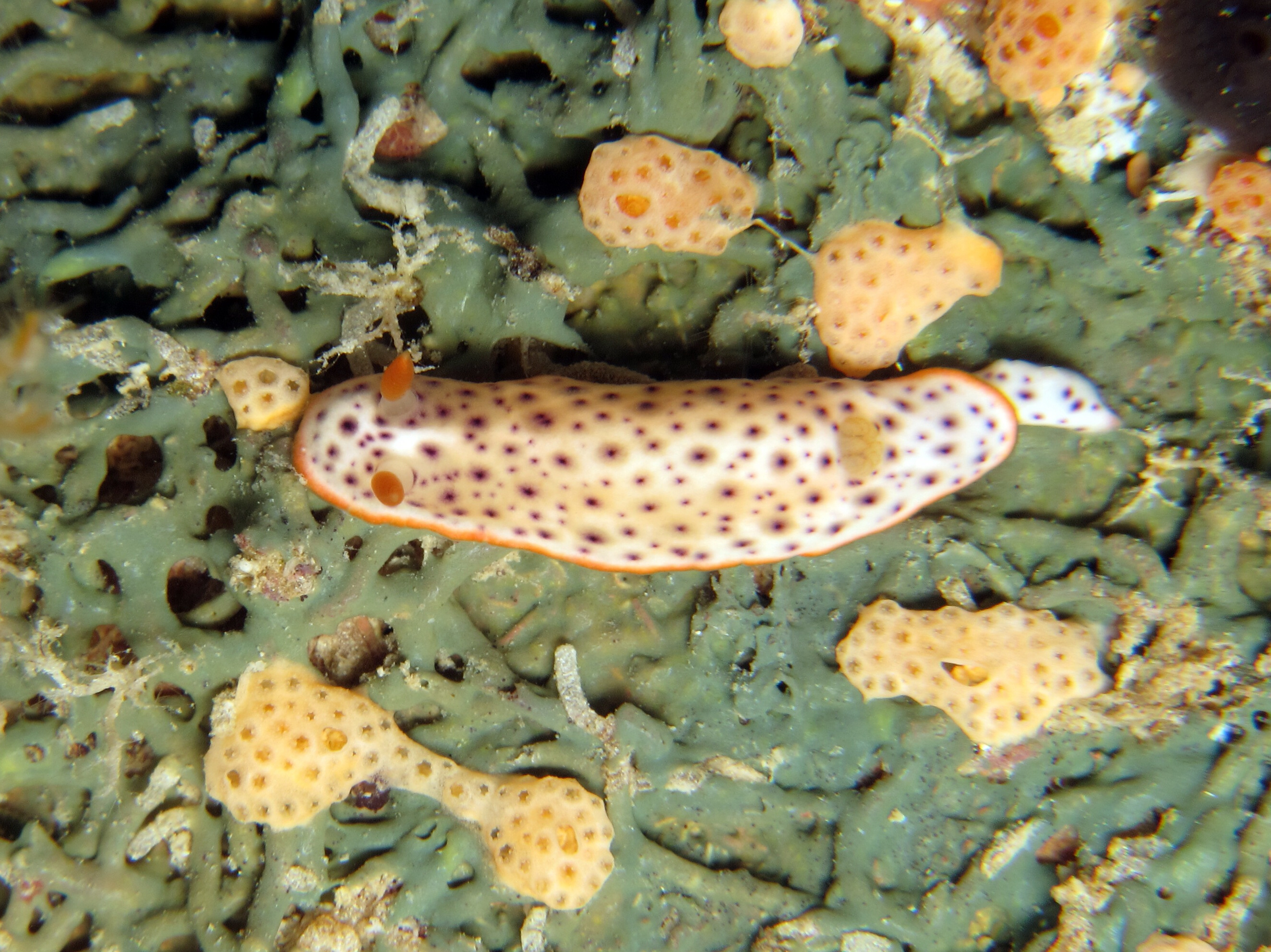
Chromodoris aspersa
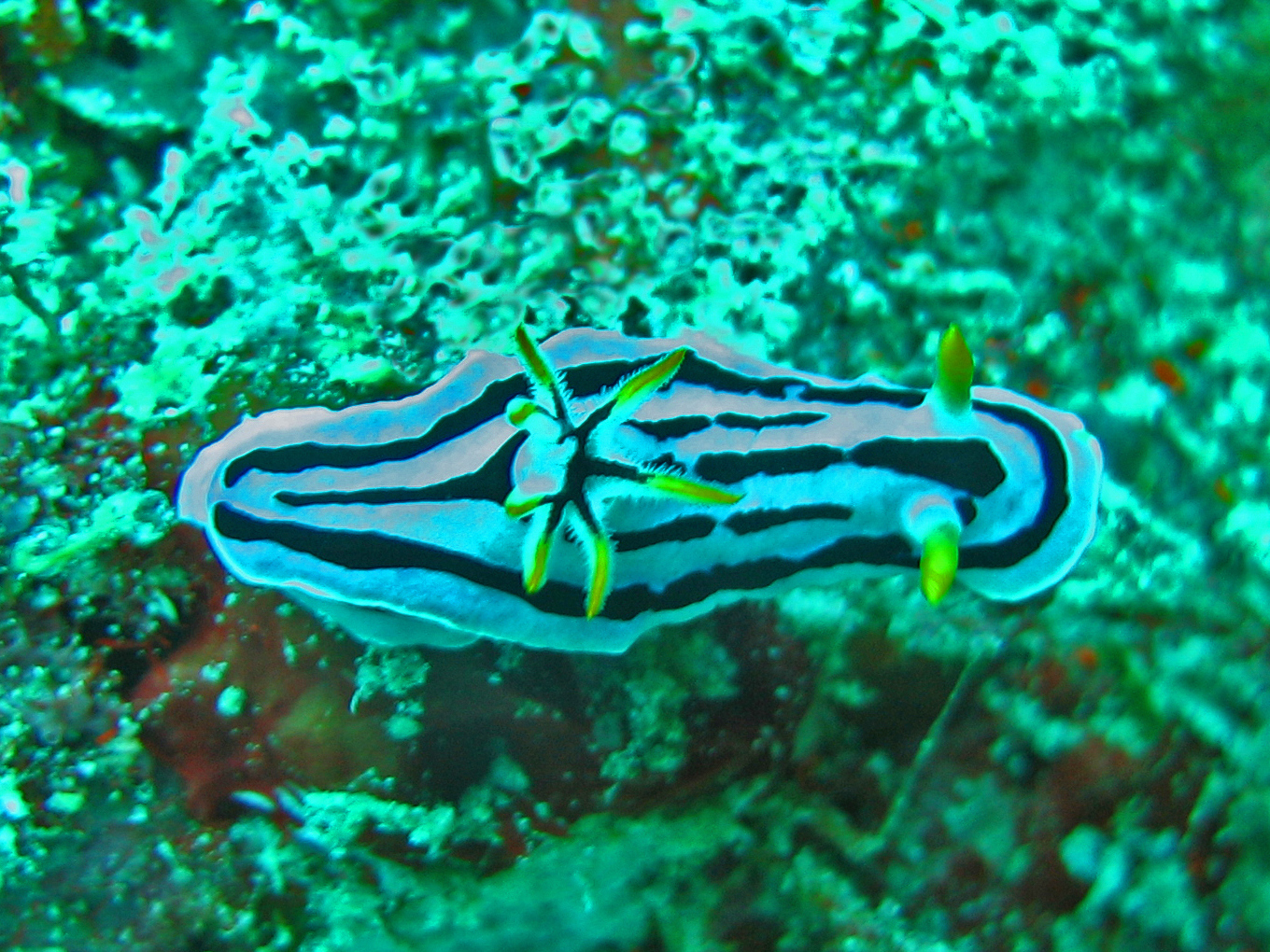
Chromodoris boucheti
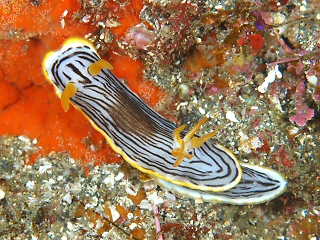
Chromodoris burni
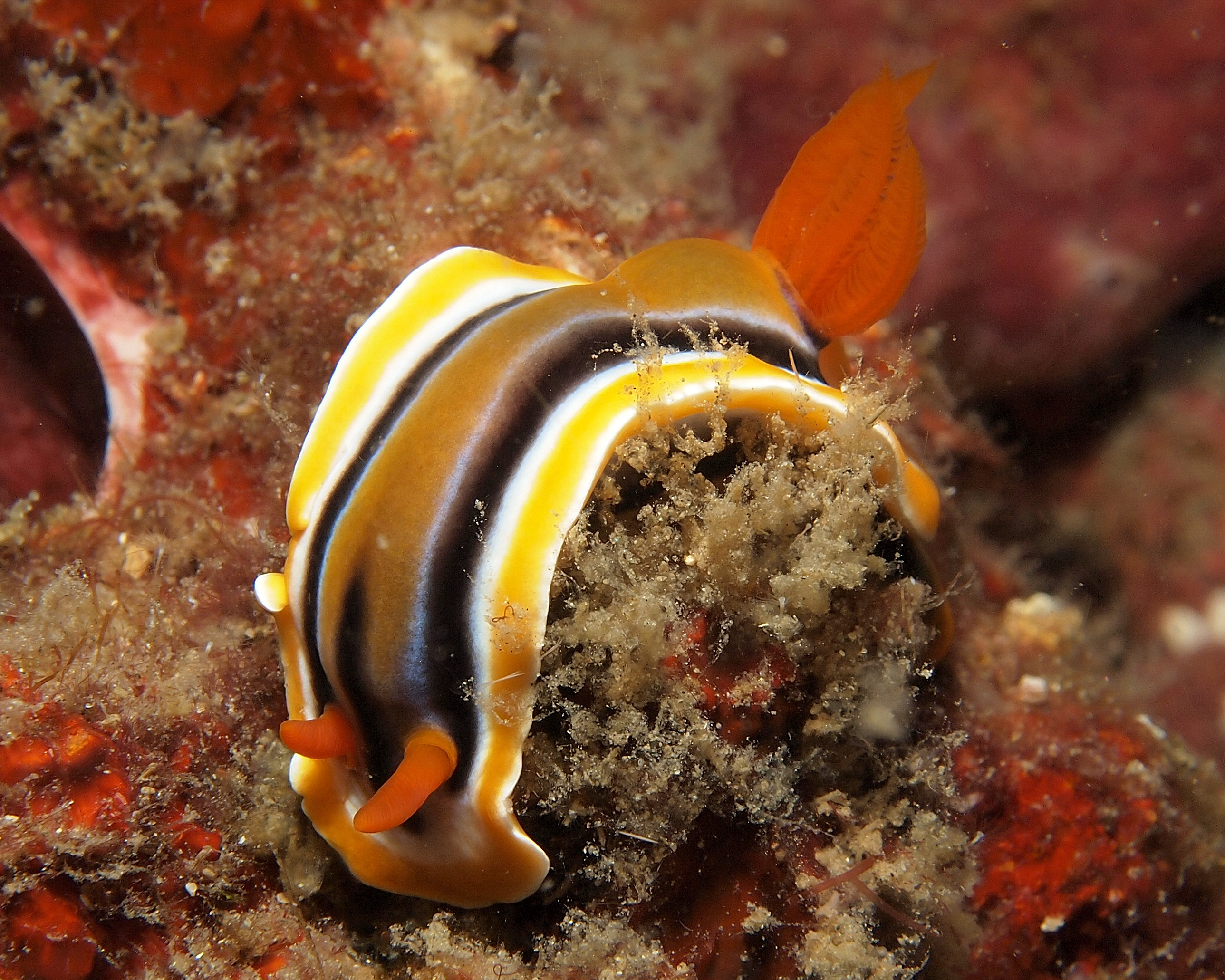
Chromodoris colemani
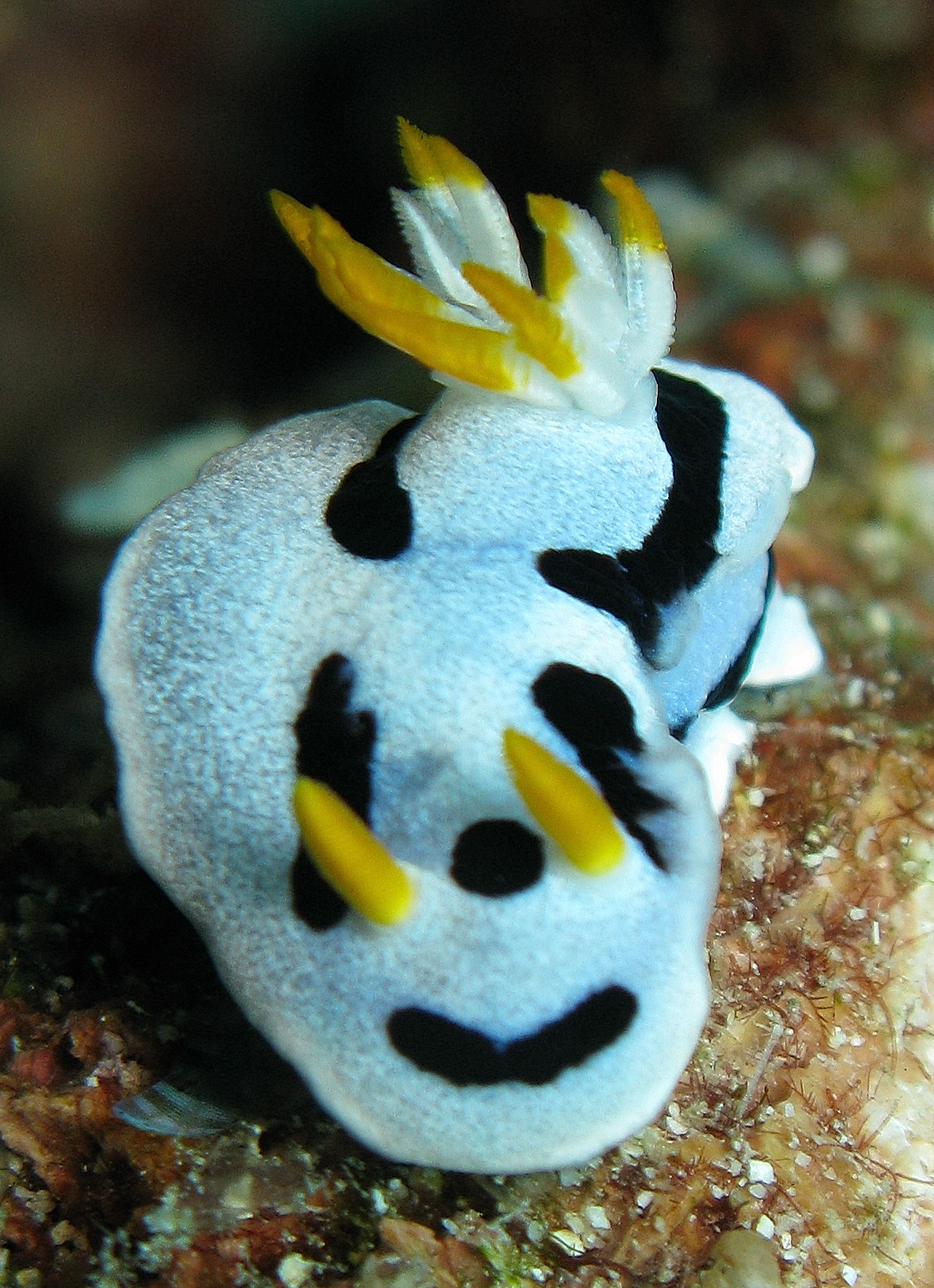
Chromodoris dianae
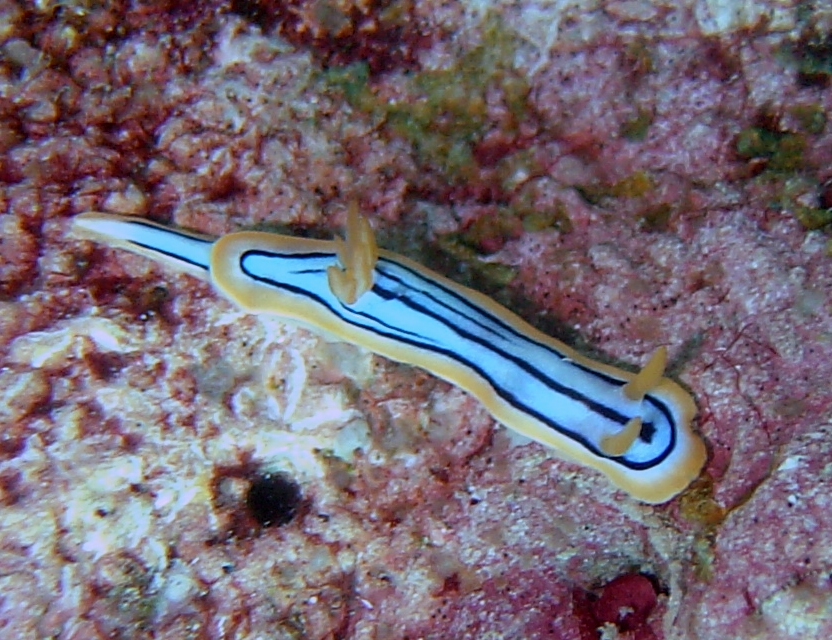
Chromodoris elisabethina
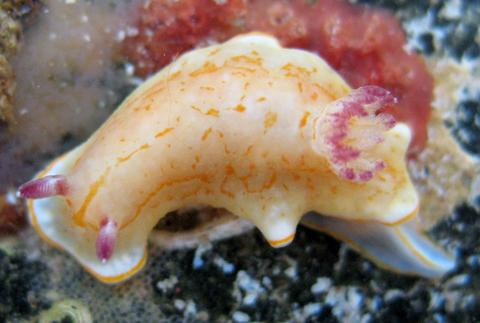
Chromodoris grahami
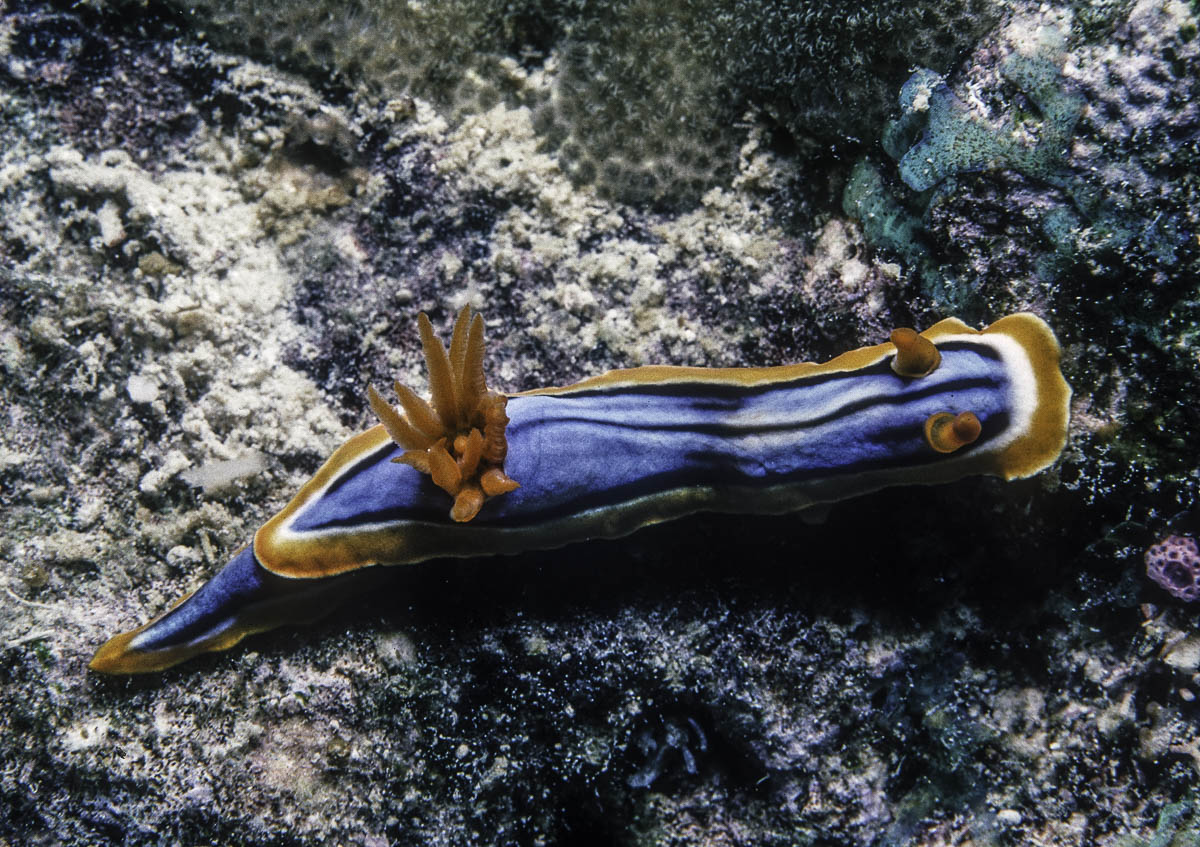
Chromodoris hamiltoni
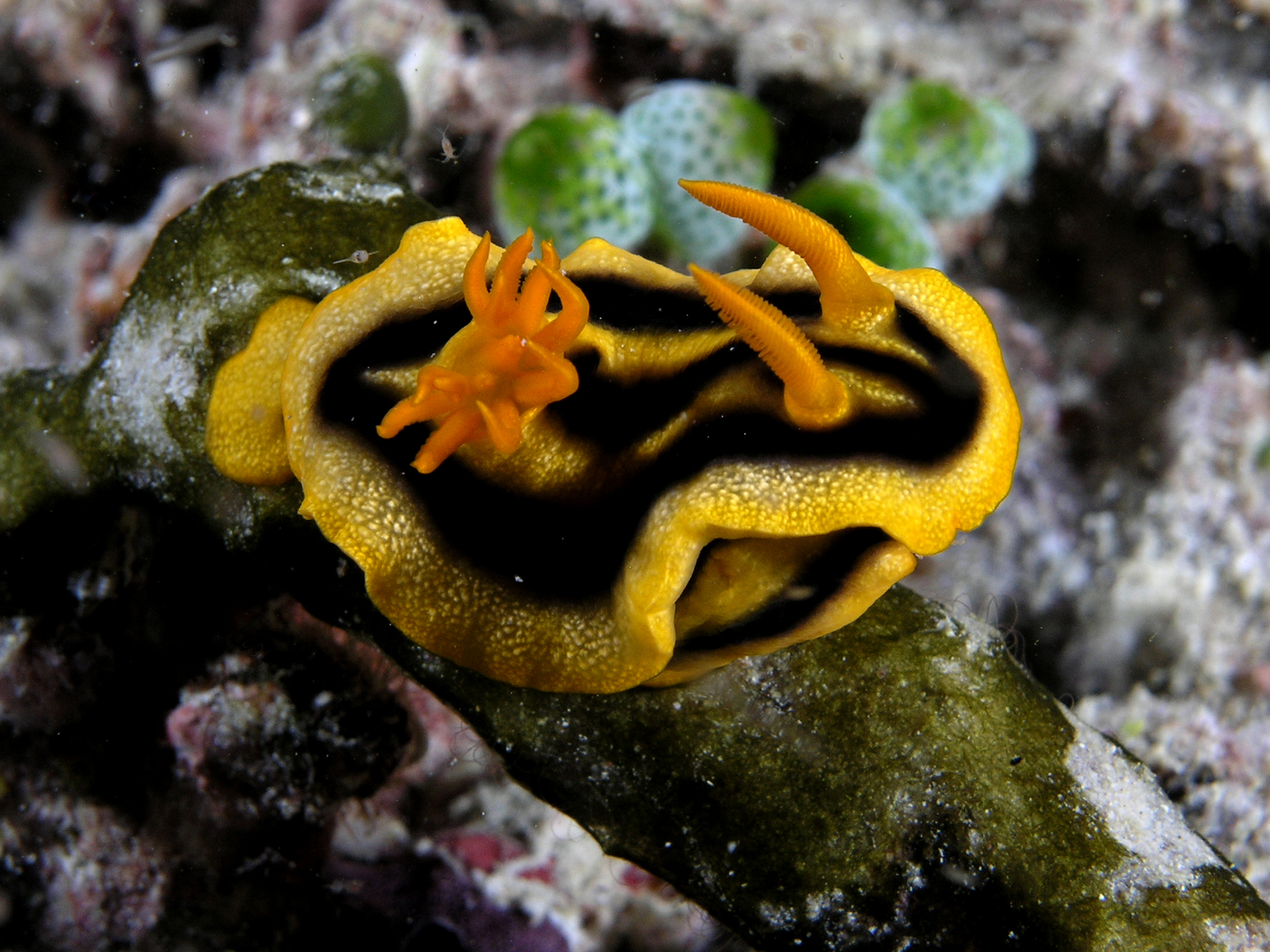
Chromodoris joshi
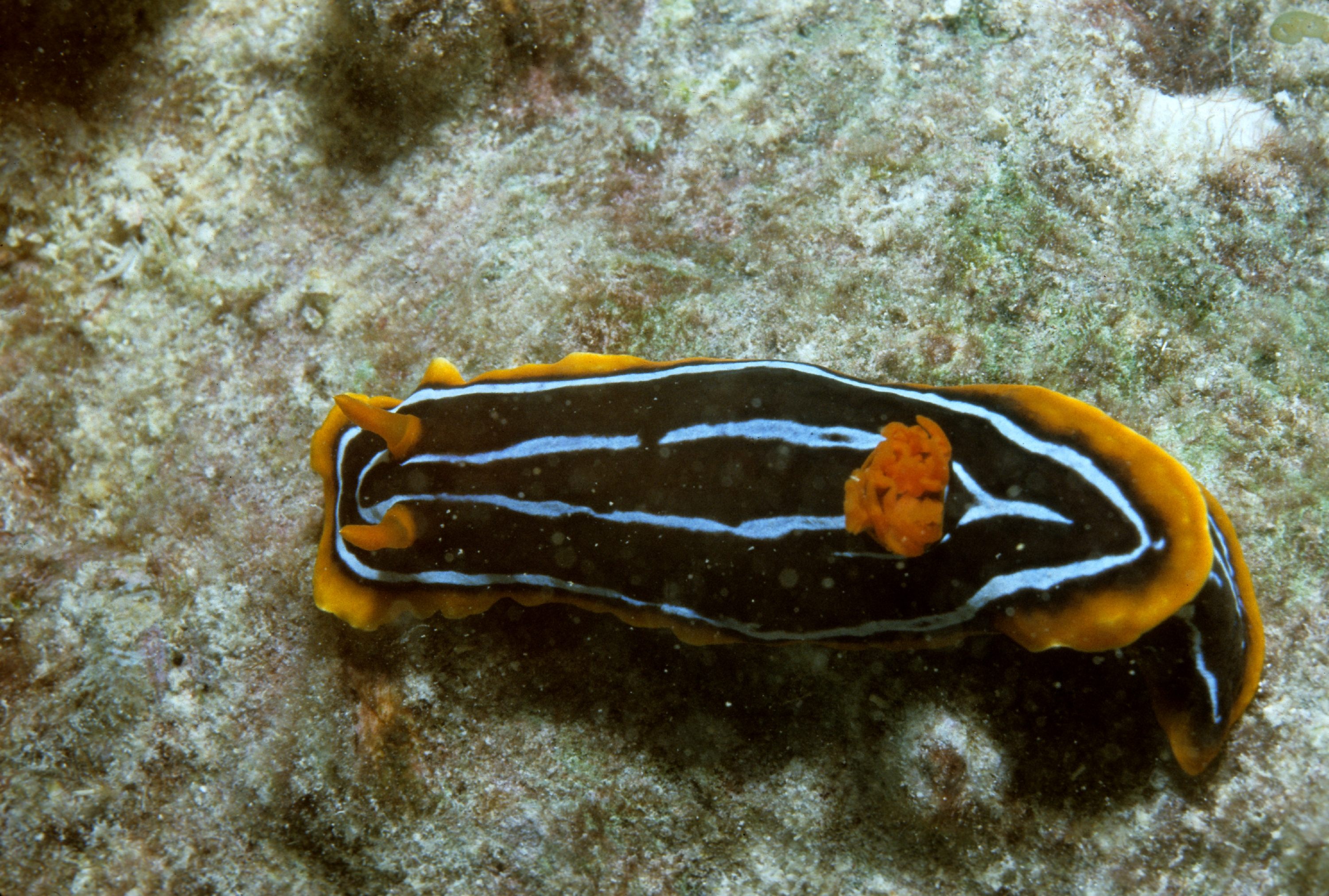
Chromodoris kuiteri
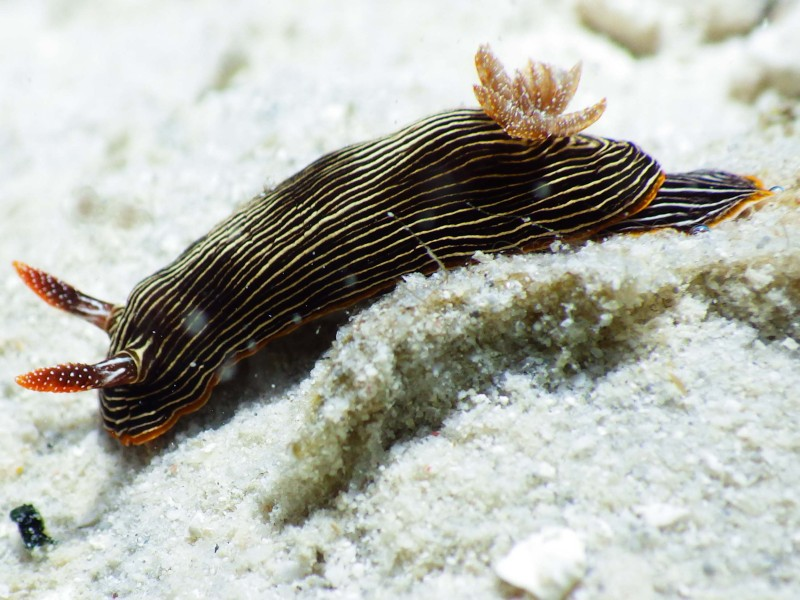
Chromodoris lineolata
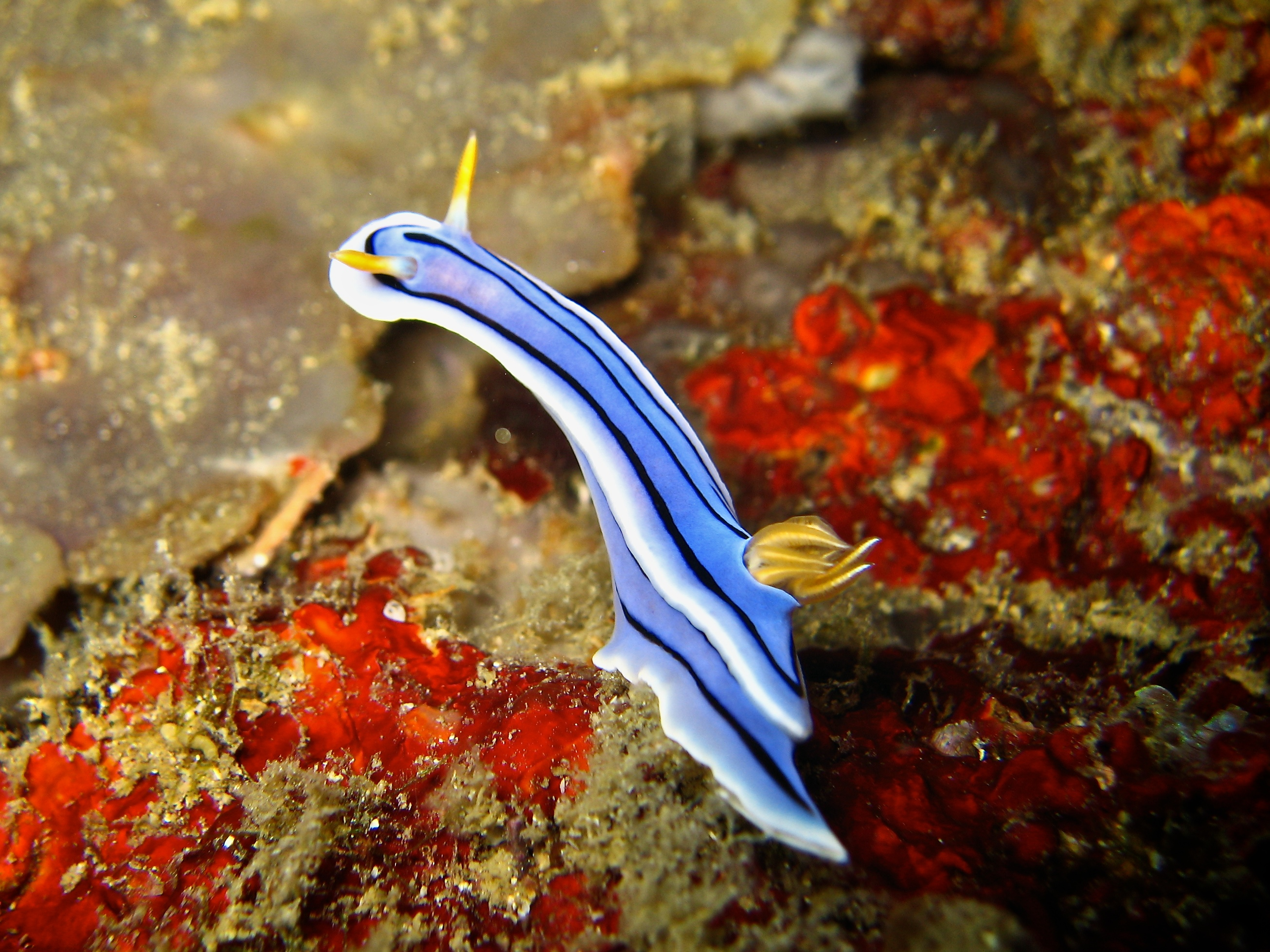
Chromodoris lochi
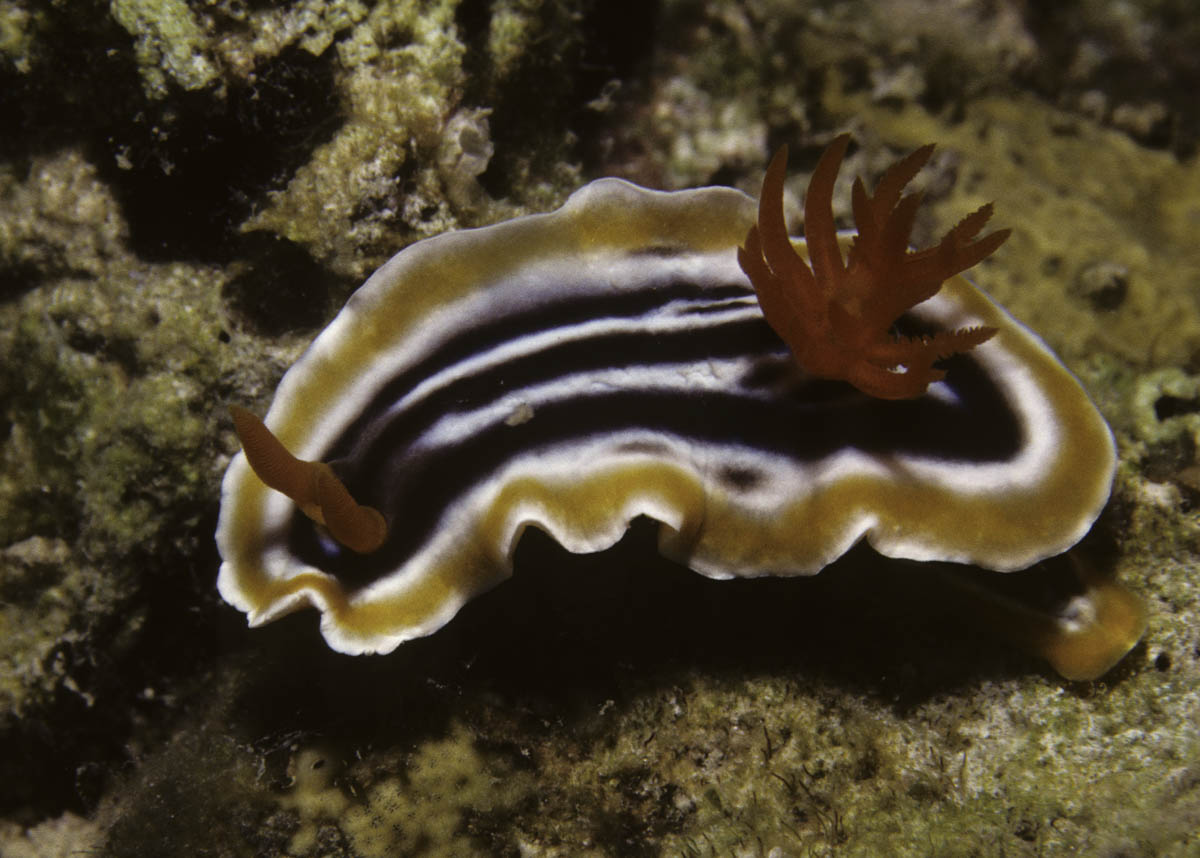
Chromodoris magnifica
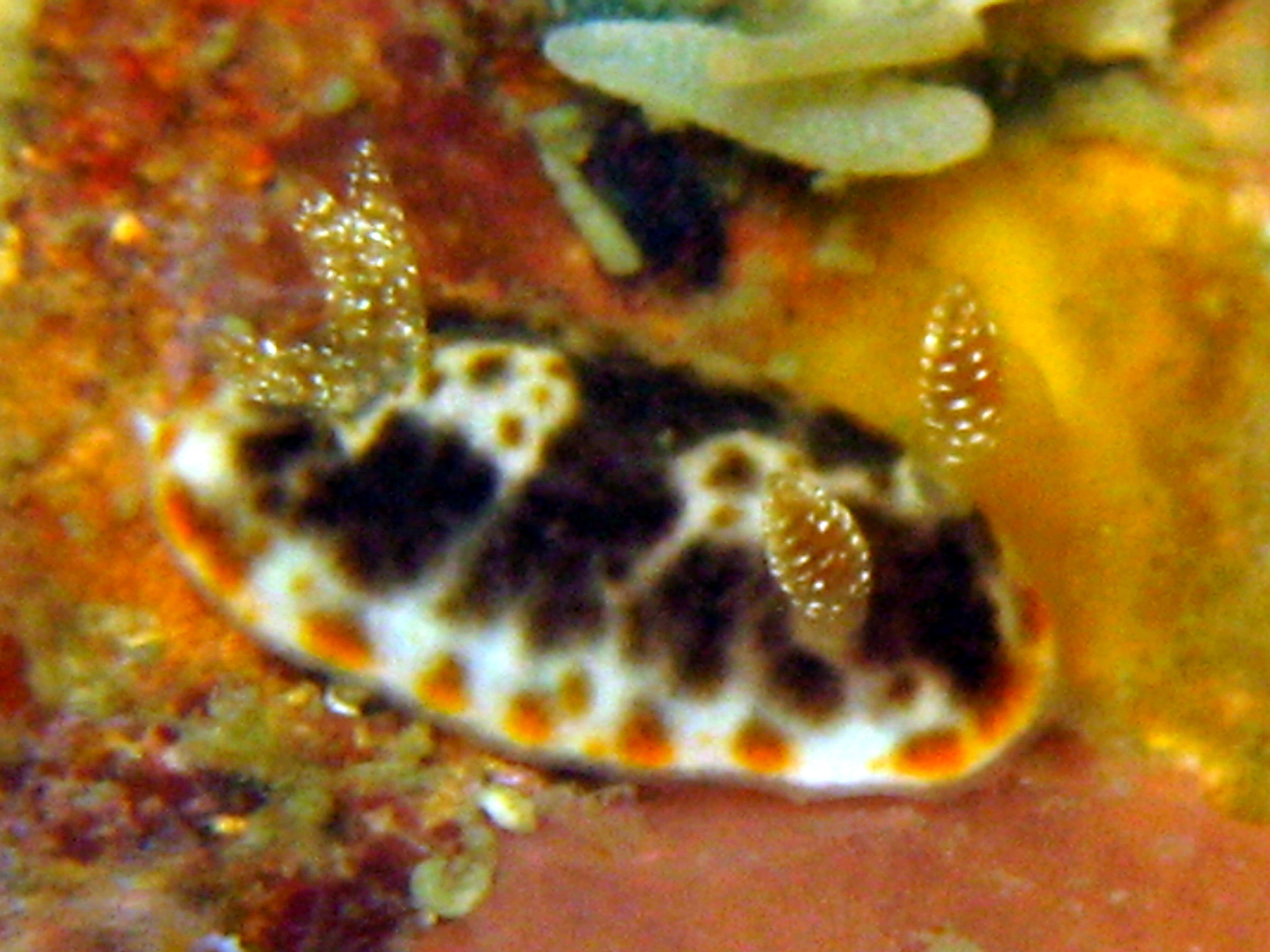
Chromodoris mandapamensis
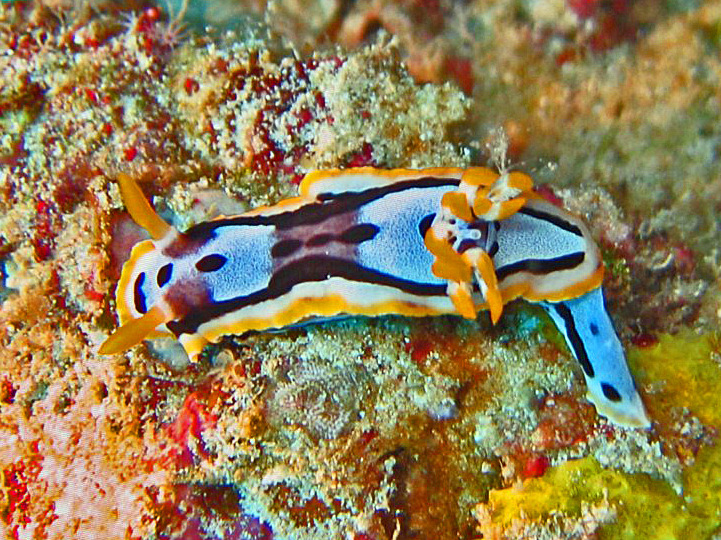
Chromodoris michaeli
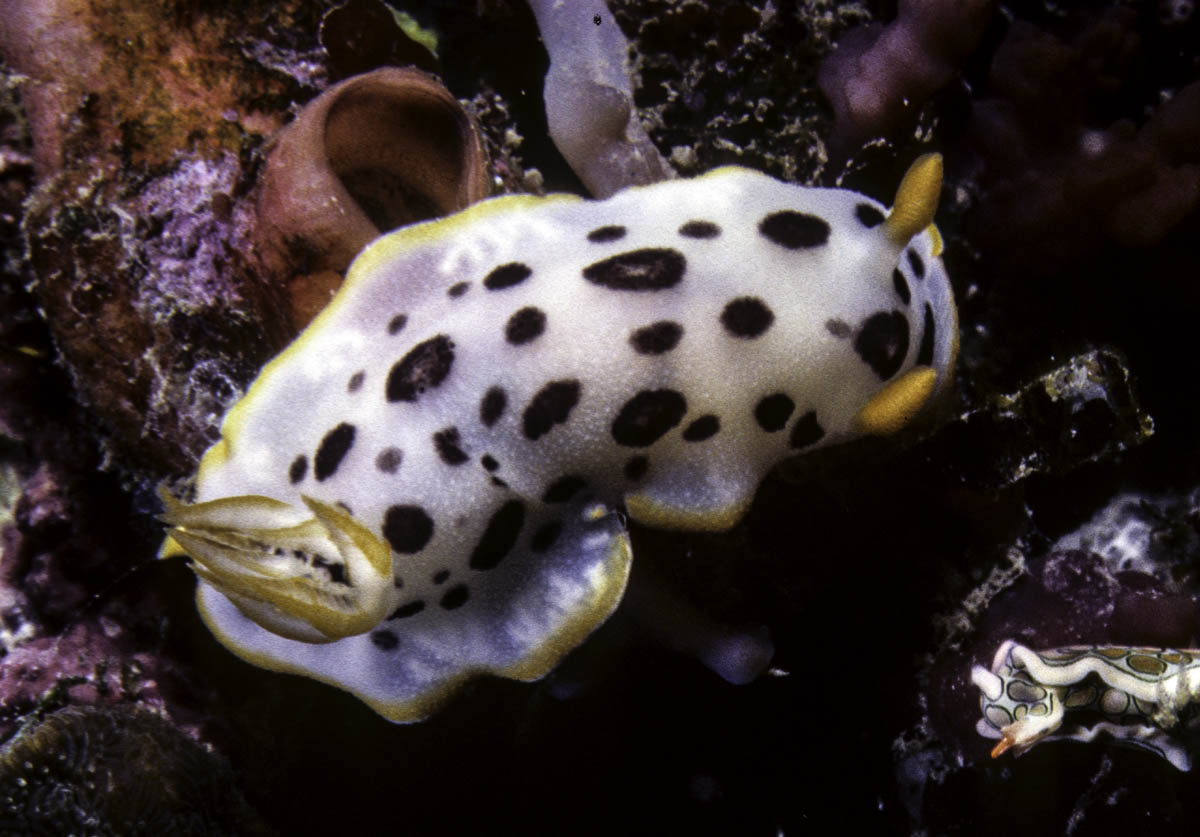
Chromodoris orientalis
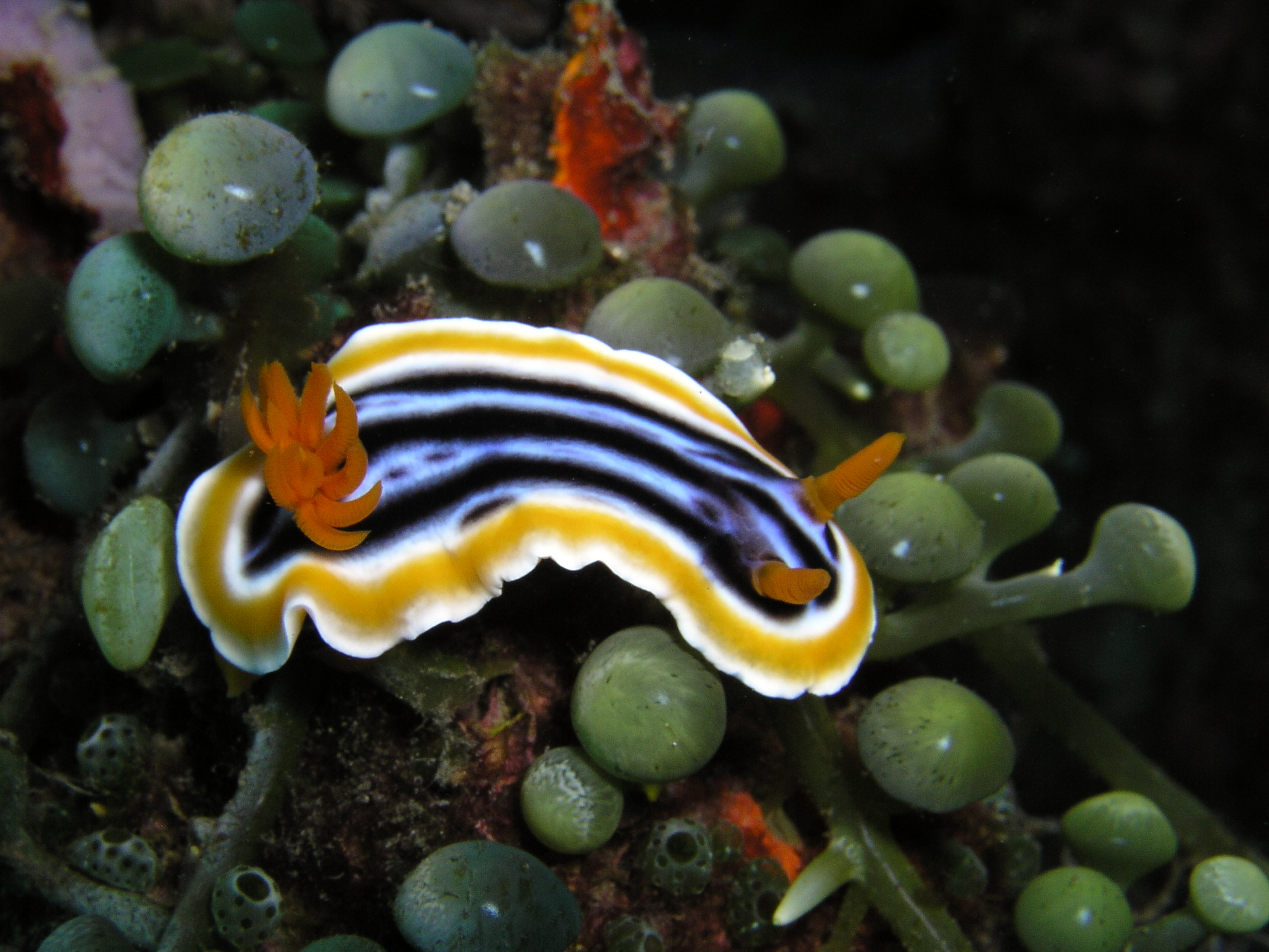
Chromodoris quadricolor
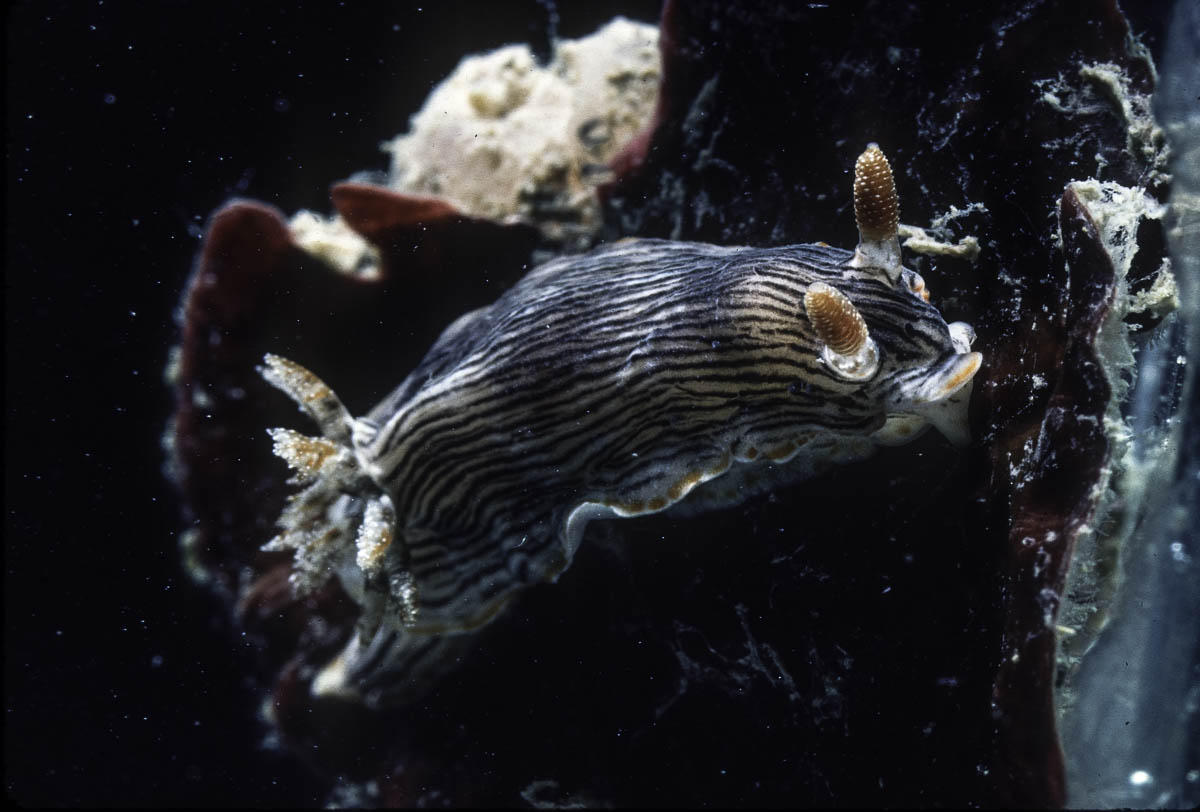
Chromodoris striatella
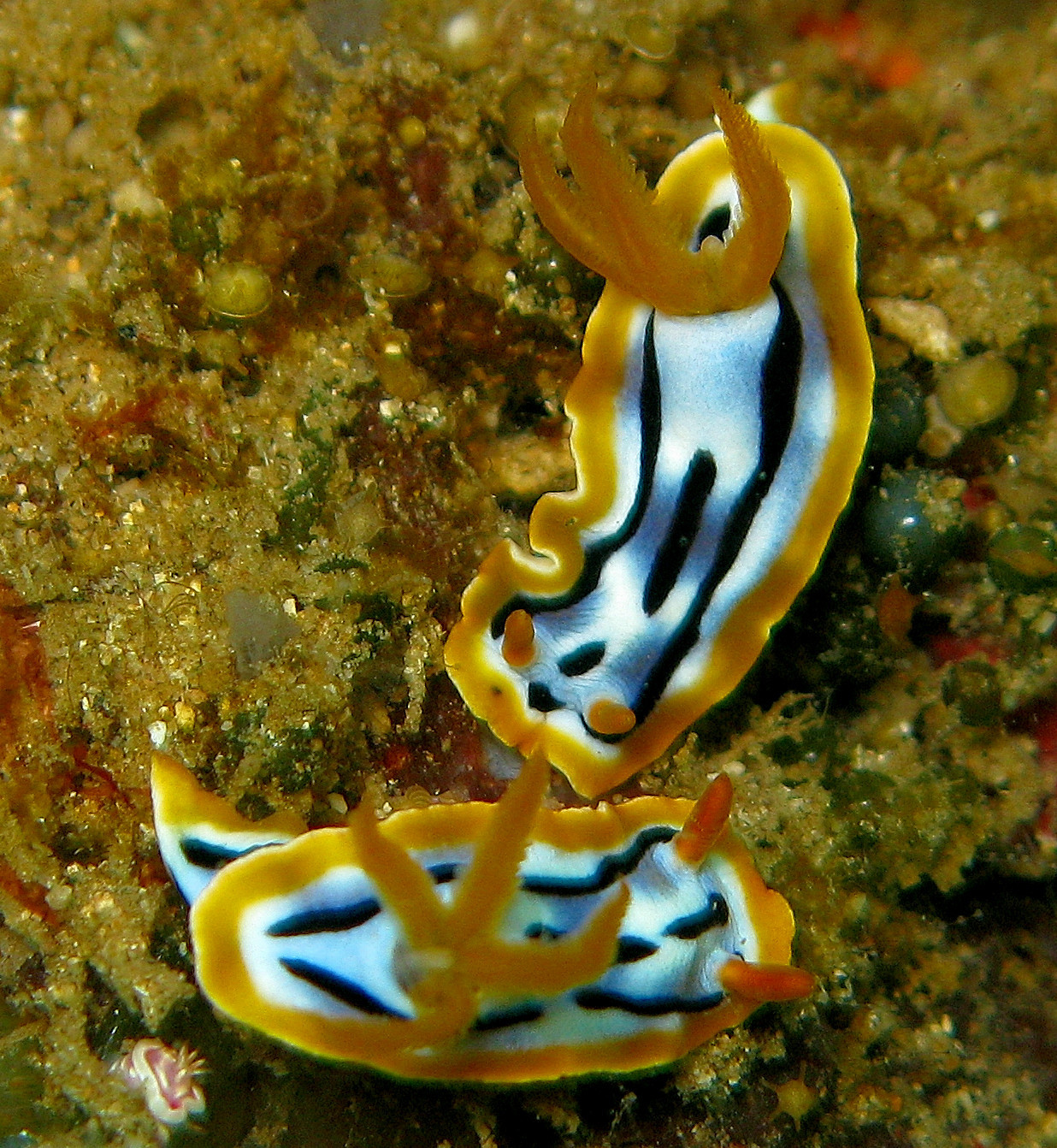
Chromodoris strigata
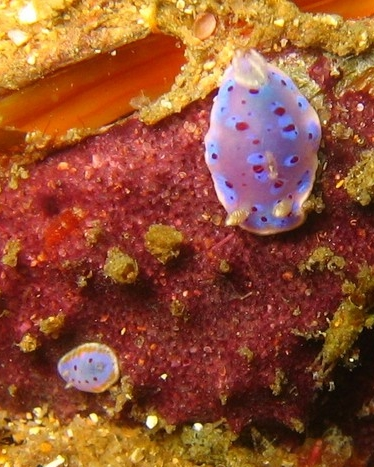
Chromodoris thompsoni
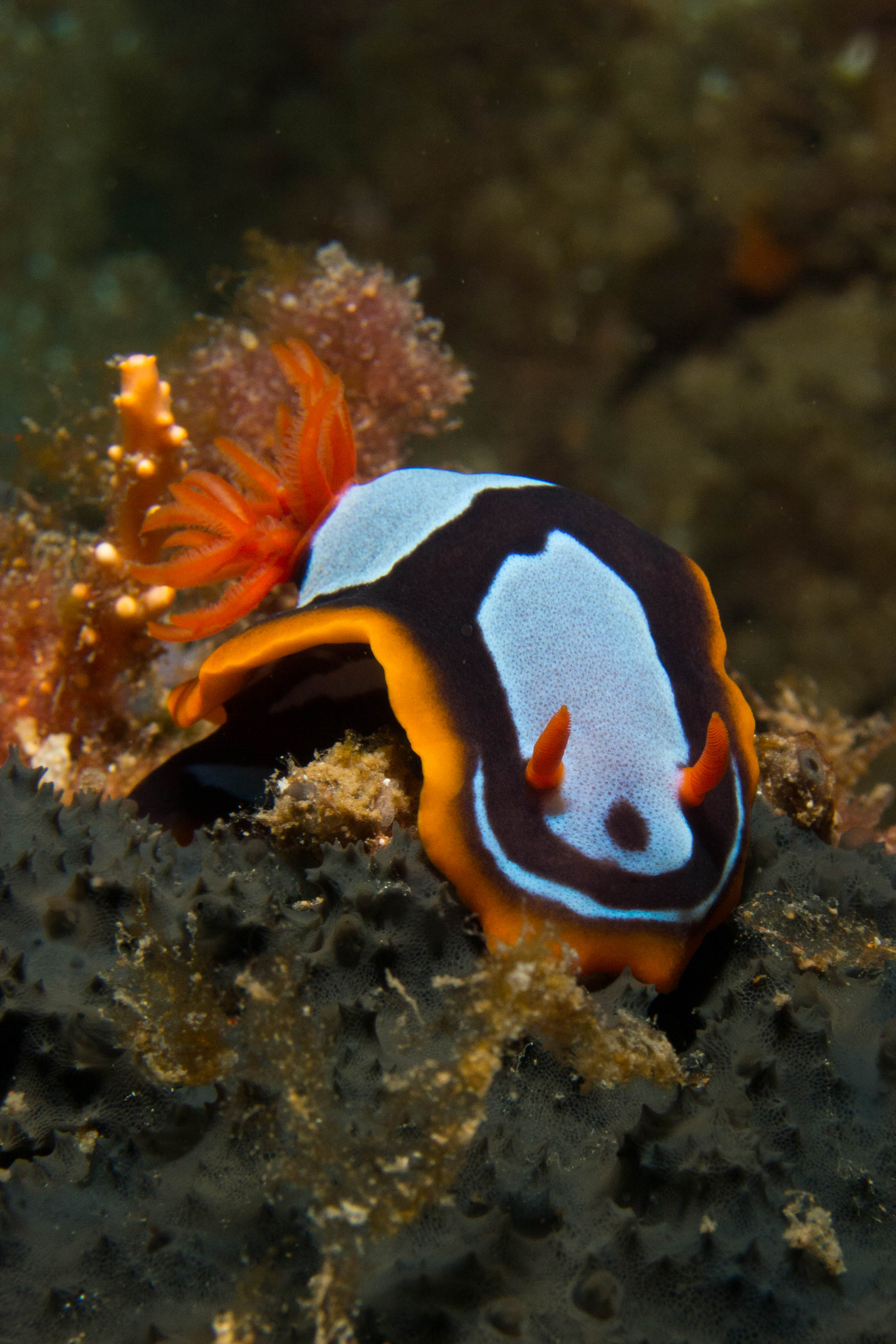
Chromodoris westraliensis
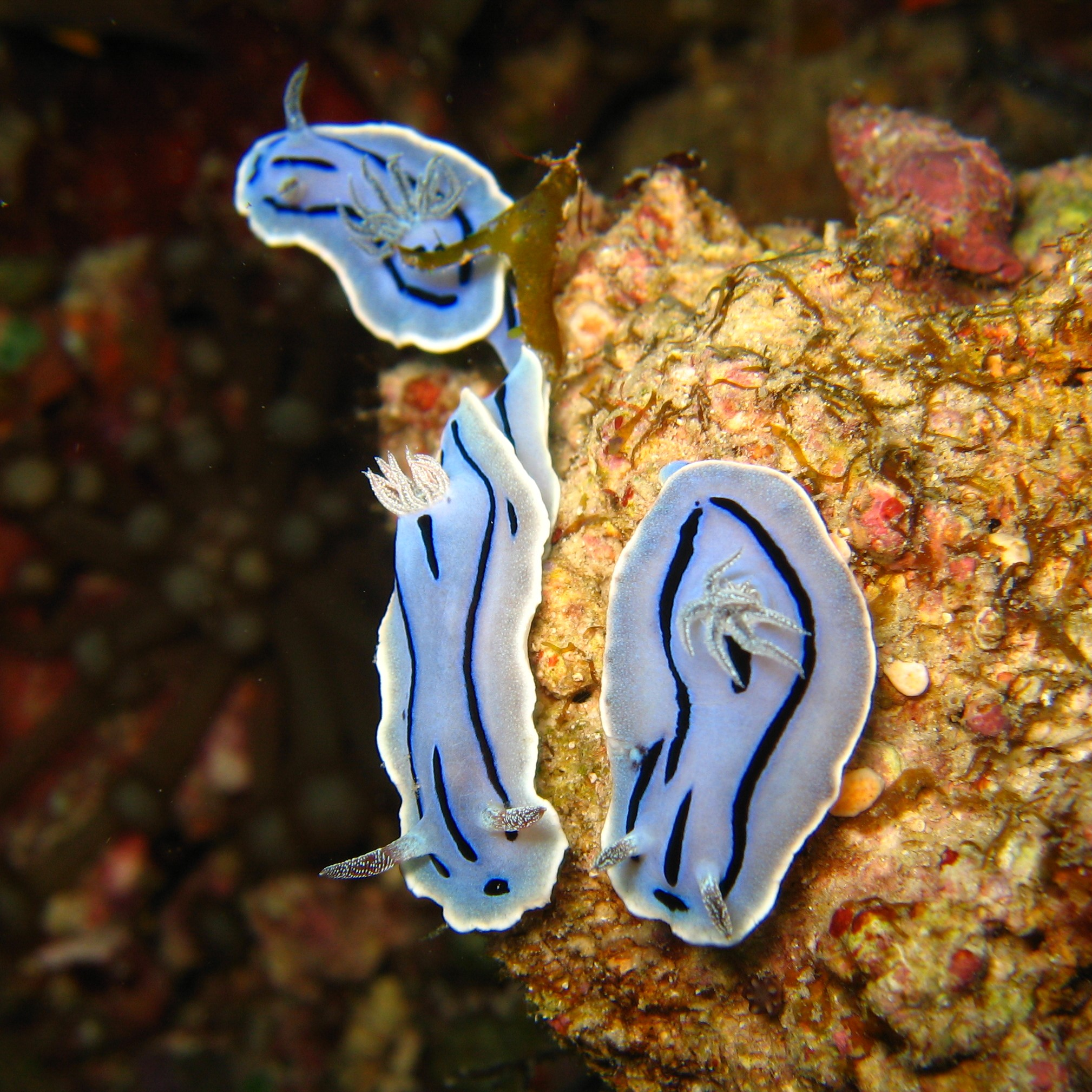
Chromodoris willani